# Perigrapha pallescens
Perigrapha pallescens är en fjärilsart som beskrevs av Max Wilhelm Karl Draudt 1934. Perigrapha pallescens ingår i släktet Perigrapha och familjen nattflyn. Inga underarter finns listade i Catalogue of Life.